# Eyre Highway
De Eyre Highway is een meer dan 1.600 kilometer lange weg, grotendeels door de Nullarborvlakte, die West-Australië met Zuid-Australië verbindt. De weg maakt deel uit van Highway 1, het ringwegnetwerk dat alle hoofdsteden in Australië linkt.

## Geschiedenis

### Achtergrond
Edward John Eyre was de eerste Europeaan die over land langs de kustlijn van de Grote Australische Bocht en door de Nullaborvlakte trok. Hij deed de bijna 3.200 kilometer lange verkenningstocht tussen Adelaide in Zuid-Australië en Albany in West-Australië in 1840-41.
In 1870 deed John Forrest de tocht opnieuw, ter voorbereiding van de aanleg van een telegraaflijn tussen West en Zuid-Australië. Hij vond het traject geschikt en de telegraaflijn werd tussen 1875 en 1877 aangelegd. Er werden verbindingsstations gebouwd in Port Lincoln, Streaky Bay, Smoky Bay, Fowlers Bay, Eucla, Israelite Bay, Esperance en Bremer Bay. In 1885, 1896 en 1897 werden nog drie bijkomende stations gebouwd, respectievelijk Franklin Harbour (Cowell), Yardea en Balladonia.
Tussen 1912 en 1927 werd verder landinwaarts de Trans-Australian Railway van Port Augusta naar Kalgoorlie aangelegd.

### Planning en constructie

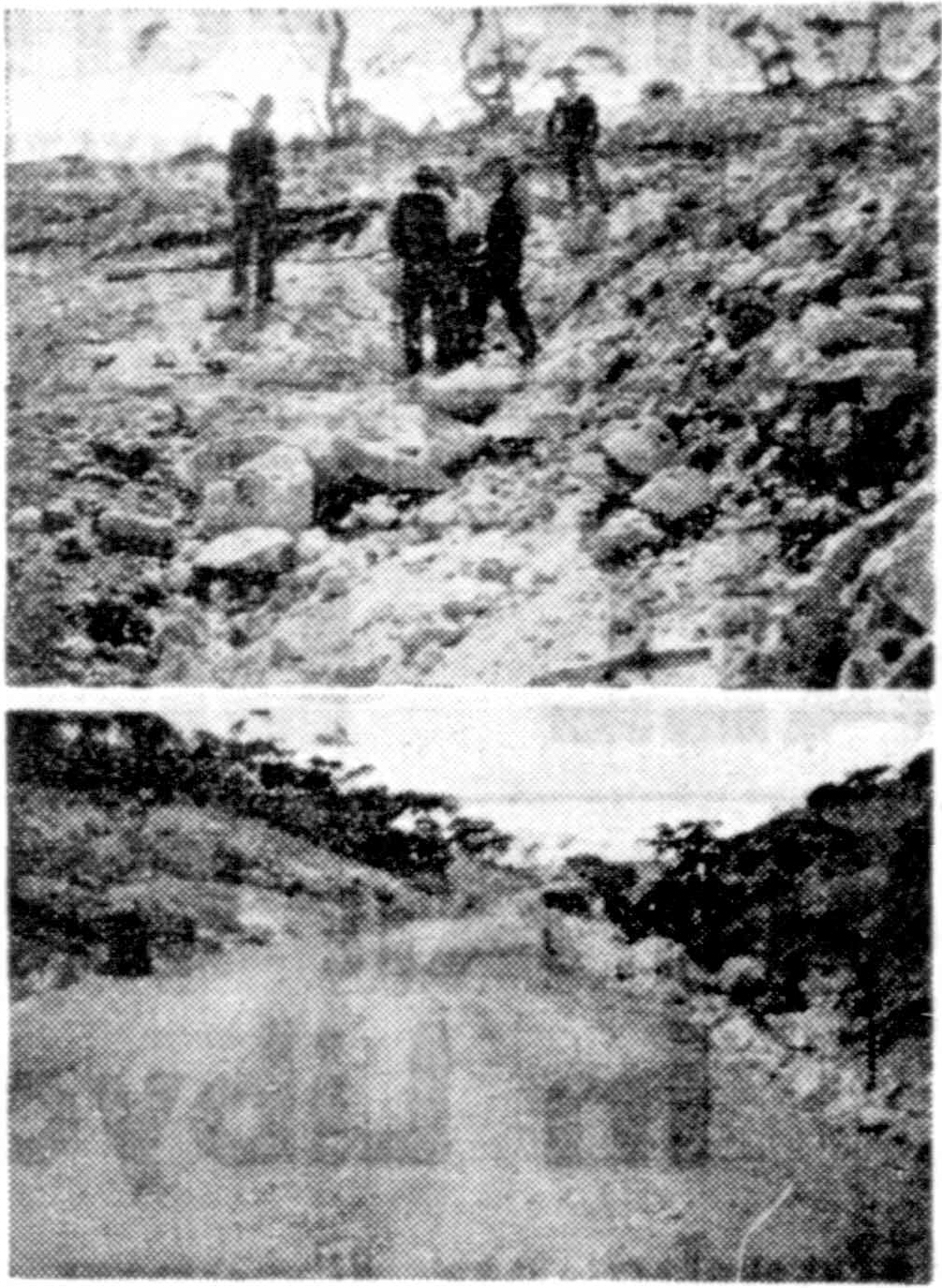
Madura-pas voor en na de werken in 1941

De aanleg van de telegraaflijn deed een pad ontstaan dat gebruikt werd om van de ene staat naar de andere staat te reizen. Het was een gebrekkige route die alleen de meer avontuurlijke reizigers aantrok. Velen waren echter niet voorbereid op de moeilijke omstandigheden en het gebrek aan dienstverlening onderweg. Ze veroorzaakten overlast door om brandstof te bedelen bij medereizigers en de eigenaren van de stations langs de route. Ze bezoedelden watervoorraden, lieten poorten open of haalden vandalenstreken uit. In 1938 riep de Royal Automobile Club van West-Australië (RAC) de federale overheid op om een nationale autoweg tussen West en Zuid-Australië aan te leggen. Als argumenten haalde ze strategische defensieoverwegingen en de verbetering van de toeristische beleving aan. De federale overheid vond de weg echter niet belangrijk genoeg.
In 1941, na de aanleg van de centrale noord-zuid verbinding, de Stuart Highway, besloot de overheid, doordat de Pacifische Oorlog dreigde, om ook de oost-west verbinding tussen Port Augusta en Norseman aan te leggen. Een noordelijk traject langs de Trans-Australian Railway werd bestudeerd maar te onpraktisch bevonden vanwege de vele kalkstenen ontsluitingen. Er werd besloten het traject ten oosten van Norseman aan te leggen omdat dat makkelijker en sneller was. In juli 1941 werd met de aanleg begonnen. Het Australische leger was verantwoordelijk voor de communicatie en de brandstof- en voedselbevoorrading. Het West-Australische departement Main Roads en het Zuid-Australische departement Highways leidden de eigenlijke aanleg.
De aanvankelijke schattingen van de werken gingen uit van een kostprijs van AU£ 125.000 en een duur van 4 maanden. De werken kostten uiteindelijk dubbel zoveel. Hoewel reeds vanaf januari min of meer berijdbaar, raakte de weg pas in juni 1942 volledig afgewerkt. De nieuwe weg was een verbetering ten opzichte van de vorige maar nog steeds niet veel meer dan een breed pad. De enige secties met een asfalten wegdek waren de doorgangen in Madura en Eucla. De weg was 9,1 meter breed en sommige secties kregen een 4,9 meter brede grindlaag.

### Benaming
De Western Australian Nomenclature Advisory Committee had in de jaren 1930-40 de belangrijkste wegen in West-Australië naar hun richting vernoemd, bijvoorbeeld Great Eastern Highway. De South Australian Highways Department daarentegen had de belangrijkste wegen in Zuid-Australië naar ontdekkingsreizigers vernoemd, bijvoorbeeld Flinders Highway naar Matthew Flinders. In Zuid-Australië vond het comité van de Royal Geographical Society, dat zich met het benoemen van plaatsen naar bekende historische personen bezighield, het spijtig dat Edward Eyre nog niet op die manier geëerd werd. Het stelde reeds in 1938 voor om de toekomstige weg van Port Augusta naar Perth naar hem te vernoemen. Datzelfde jaar stelde de RAC in West-Australië voor om de toekomstige weg Forrest Highway te noemen naar John Forrest, en de hulpminister van handel, senator Allan MacDonald, steunde dit voorstel.
Op 21 januari 1942 ging eerste minister John Curtin akkoord om, voor militaire doeleinden, de nieuw aangelegde weg de Forrest Highway te noemen. Tezelfdertijd beraadslaagden de naamgevingscomités van de staten afzonderlijk over een mogelijke benaming. Uiteindelijk, toen de weg afgewerkt was, stelde het West-Australische comité het Zuid-Australische comité voor om een en dezelfde naam te gebruiken in beide staten. Er werden twee namen voorgedragen: Great Western Highway, in overeenstemming met de manier van benoemen in West-Australië, en Eyre Highway, naar de ontdekkingsreiziger. Uiteindelijk schaarden beide comités zich achter de naam Eyre Highway. Na ontvangst van een brief van de Zuid-Australische premier in mei 1943, waarin deze de aanbeveling van de naamgevingscomités steunde, stemde Curtin in met de naam, onder voorbehoud van goedkeuring door de West-Australische regering.
Het Zuid-Australische deel werd op 20 mei 1943 officieel Eyre Highway gedoopt. In West-Australië werd de naam Eyre Highway officieel van kracht op 11 juni 1943. De weg van Coolgardie naar Norseman maakte er deel van uit tot wanneer dit deel op 16 augustus 1957 de Coolgardie–Esperance Highway werd.

### Wegverharding
De staat van de Eyre Highway bleef in de jaren 1940-50 grotendeels ongewijzigd. De weg werd onderhouden maar dure vernieuwingen werden niet in overweging genomen omdat er gemiddeld slechts 14 voertuigen per dag van de weg gebruik maakten. De weg werd elk jaar geëgaliseerd, soms kregen korte secties een grindlaag. Het onderhouden en egaliseren van de weg werd echter bemoeilijkt door een tekort aan neerslag. De aarde waar de weg hoofdzakelijk uit bestond, was van een te slechte kwaliteit om een goed wegdek te vormen. Wanneer het regende, zelfs bij de minste neerslag, werd de weg drassig op plaatsen waar de aarde in de droge periode verkruimeld was tot wat men "bulldust" noemde. Toen in 1962 de Commonwealth Games in Perth plaatsvonden en veel verkeer veroorzaakten, geraakte de weg op vele plaatsen beschadigd. Door het gebrek aan regenwater diende men zout water, van 110 meter onder de grond, omhoog te pompen om de weg te kunnen egaliseren.
In de jaren 1960 en 1970 ondernamen de staten werken om de Eyre Highway te verharden. De federale overheid weigerde in te gaan op de vraag om financiering vanuit de staten. In 1960 begon men de weg vanuit Norseman over een breedte van 6,1 meter te verharden. Tegen het midden van de jaren 1960 werd ongeveer 100 kilometer per jaar verhard. Vanaf 1966 werden extra inspanningen geleverd en in 1969 was het deel van de Eyre Highway in West-Australië volledig verhard. Op 17 oktober werd een ceremonie gehouden in Eucla.
In Zuid-Australië werd midden jaren 1960 een tienjarig project opgestart. De eerste 462 kilometer lange sectie tussen Port Augusta en Ceduna werd afgewerkt in december 1967. De tweede sectie, van Ceduna tot Penong, was klaar in oktober 1972. Het afwerken van de laatste sectie, van Penong tot aan de grens, werd op 29 september 1976, met een ceremonie nabij Wigunda Tank, gevierd. Het traject tussen Yalata en de grens was verlegd en week sterk af van het originele onverharde traject. Het nieuwe traject was minder recht en vlak, om verveling tegen te gaan en minder last te hebben van de zon en de lichten van tegemoetkomend verkeer. Voor het nieuwe traject werd ook rekening gehouden met mogelijke toeristische bezienswaardigheden langs de Grote Australische Bocht.

### Verdere verbeteringen
In de jaren 1980 bleek de 6,1 meter brede verharding met 1,2 meter brede grindbermen uit de jaren 1960 onvoldoende bestand tegen de stijgende aantallen vrachtwagens en touringcars. Die veroorzaakten afbrokkeling langs de randen en de verharding was op veel plaatsen nog slechts 5,6 meter breed. In West-Australië spendeerde de overheid jaarlijks bijna een miljoen dollar om de weg, in secties van 50 tot 100 kilometer, te herstellen. In 1984 financierde de federale overheid een groot project, de heraanleg van 300 kilometer weg in West-Australië.
Eyre Highway werd heraangelegd met een 7 meter breed wegdek en gedeeltelijk verharde bermen van 1 meter breed. De werken startten midden 1985 in Cocklebiddy. In oktober 1994 werd de grens bereikt en waren de werken ten einde.
Sinds de jaren 1990 wordt de weg regelmatig onderhouden en gebeuren er kleine verbeteringen. In 1996 bijvoorbeeld werd AU$ 3,9 miljoen gespendeerd in West-Australië. Er werden ook grotere werken uitgevoerd waaronder de heraanleg van secties nabij Caiguna, Balladonia en het Frazer-gebergte in West-Australië, en Cungena en Kyancutta in Zuid-Australië.

## Routebeschrijving

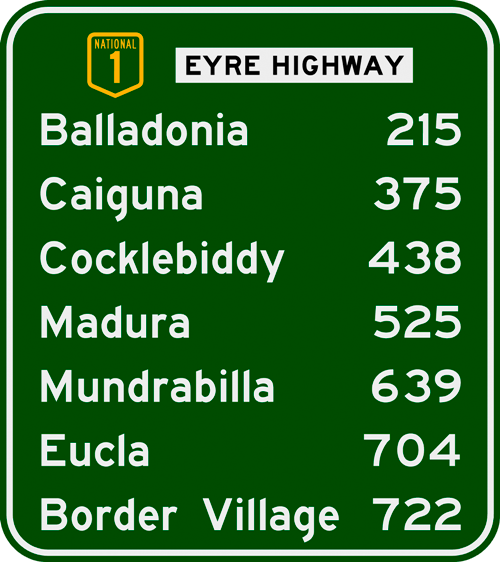

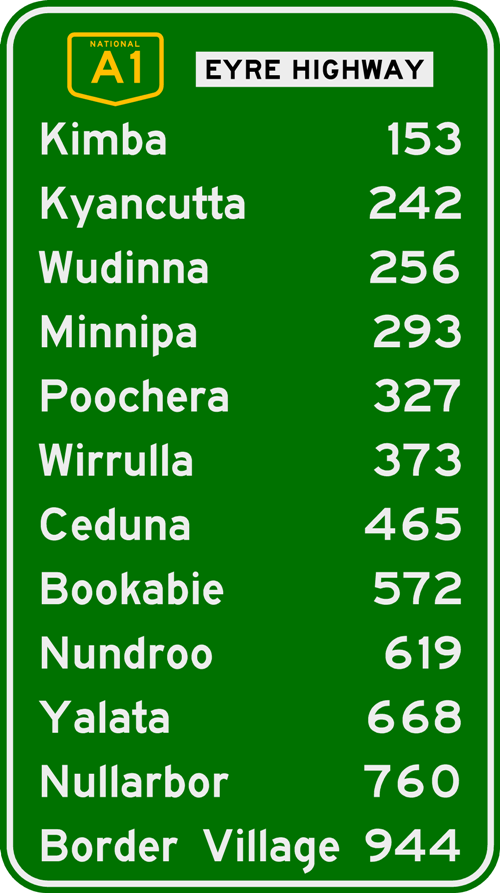

Eyre Highway is de enige verharde weg die West en Zuid-Australië verbindt. De weg loopt vanuit Norseman in West-Australië, 1200 kilometer over de Nullarborvlakte, tot Ceduna in Zuid-Australië. De weg snijdt vervolgens door de bovenkant van het schiereiland Eyre en vervolgt 470 kilometer in oostelijke richting tot de stad Port Augusta. Eyre Highway maakt deel uit van de National Highway tussen Perth en Adelaide die deel uitmaakt van het Australische Highway 1 netwerk. De weg wordt in West-Australië aangeduid als National Highway 1 en in Zuid-Australië als National Highway A1. Eyre Highway bestaat grotendeels uit een enkele rijbaan met twee rijstroken en een heeft maximumsnelheid van 110 km/u, behalve in de bebouwde kom. Op de Eyre Highway zijn road trains, met een lengte tot 36,5 meter, toegelaten. Voor road trains geldt een maximumsnelheid van 100 km/u.
Het West-Australische deel van de Eyre Highway loopt door de westelijke kant van de Nullarborvlakte. Het Zuid-Australische deel van de weg loopt door de oostelijke kant van de Nullarborvlakte en vervolgens door de bovenkant van het schiereiland Eyre. De naam Nullarborvlakte is afgeleid van het Latijn voor "zonder bomen".
Het typische uitzicht is dat van een lange rechte weg door een vlakke, met melde (En: saltbush) begroeide, omgeving. Sommige secties lopen over bergruggen. Het schiereiland Eyre werd grotendeels ontbost voor landbouwdoeleinden maar hier en daar staan er nog overblijvende stroken inheemse eucalyptusbomen langs de weg.

### West-Australië
De Eyre Highway begint in Norseman op de Coolgardie–Esperance Highway. Op Eucla na, 12 kilometer voor de grens met Zuid-Australië, zijn de enige nederzettingen op het 720 kilometer lange traject in West-Australië, uitspanningen (En: roadhouses). De uitspanningen, Balladonia, Caiguna, Cocklebiddy, Madura en Mundrabilla, liggen 65 tot 180 kilometer uit elkaar. De sectie tussen Balladonia en Caiguna wordt aanzien als het langste stuk rechte weg in Australië en een van de langste in de wereld. De sectie is 146,6 kilometer lang, heeft geen bochten en staat gekend en bewegwijzerd als "90 Mile Straight". Verder naar het oosten, net voor de Madura-uitspanning, daalt de weg door de Madura-pas, van de Nullarborvlakte naar de Roe-kustvlakte. De weg loopt langs de voet van een escarpment en klimt terug, door de Eucla-pas net voor Eucla.
Doordat de weg zo afgelegen ligt, werden noodlandingsbanen voor de vliegtuigen van de Royal Flying Doctor Service voorzien. De landingsbanen zijn bewegwijzerd, hebben markeringen op het wegdek en zijn voorzien van een strook om het vliegtuig te draaien.

### Zuid-Australië
Na het overschrijden van de grens nabij het plaatsje Border Village loopt de weg door de Nullarbor Wilderness Protection Area en vervolgens door de plaatsjes Yalata, Penong en Ceduna. Voor Ceduna bereikt de weg het schiereiland Eyre. Na Ceduna kruist de Eyre Highway de Flinders Highway en loopt vervolgens in zuidoostelijke richting, langs de plaatsen Wirrulla, Poochera, Yanninee en Wudinna tot Kyancutta. In Kyancutta ontmoet de Eyre Highway het noordelijke uiteinde van de Tod Highway. Vervolgens draait de weg terug naar het oosten om net voor Kimba naar het noordoosten te draaien. Na Kimba loopt de weg door het zuidelijk deel van het Lake Gilles Conservation Park en vervolgens net ten noorden van het plaatsje Iron Knob en de Cultana Training Area. Daarna ontmoet de Eyre Highway de Lincoln Higway. De weg vervolgt in noordoostelijke richting en kruist de Augusta Highway en de Stuart Highway ten noordwesten van de Joy Baluch AM Bridge, die over de Spencergolf ligt, nabij Port Augusta.
Tussen Ceduna en Port Augusta kan men ook langs een alternatieve route reizen. Die wordt als B100 bewegwijzerd en heette in het verleden Alternate Route 1. De alternatieve route volgt de Flinders en Lincoln Highway langs respectievelijk de westelijke en oostelijke zijde van het schiereiland Eyre.

## Galerij

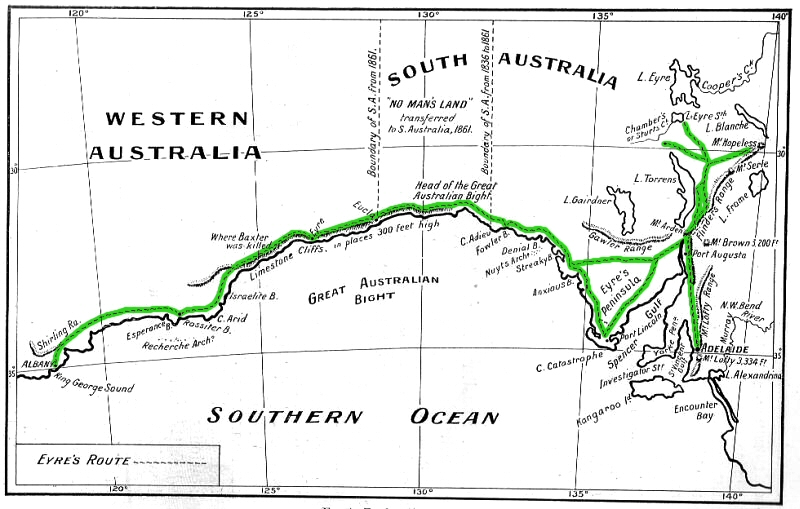
Eyre's verkenningstochten
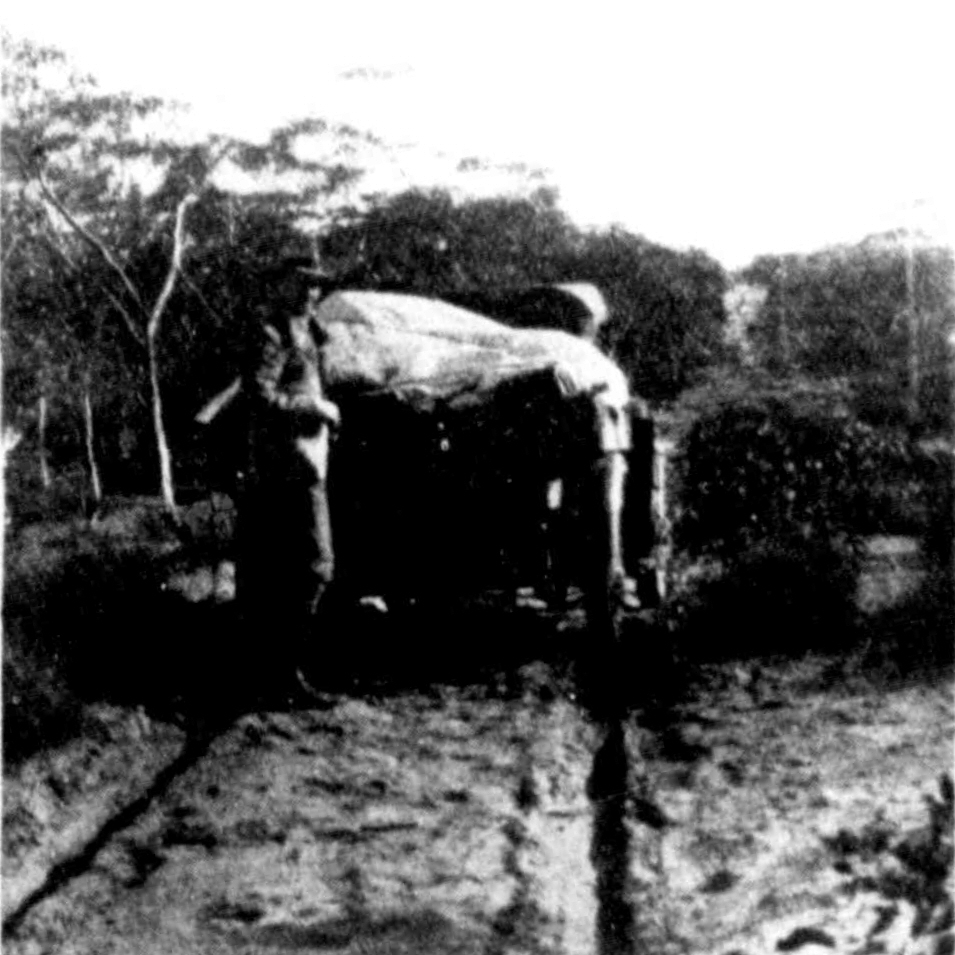
naar Ceduna in 1929
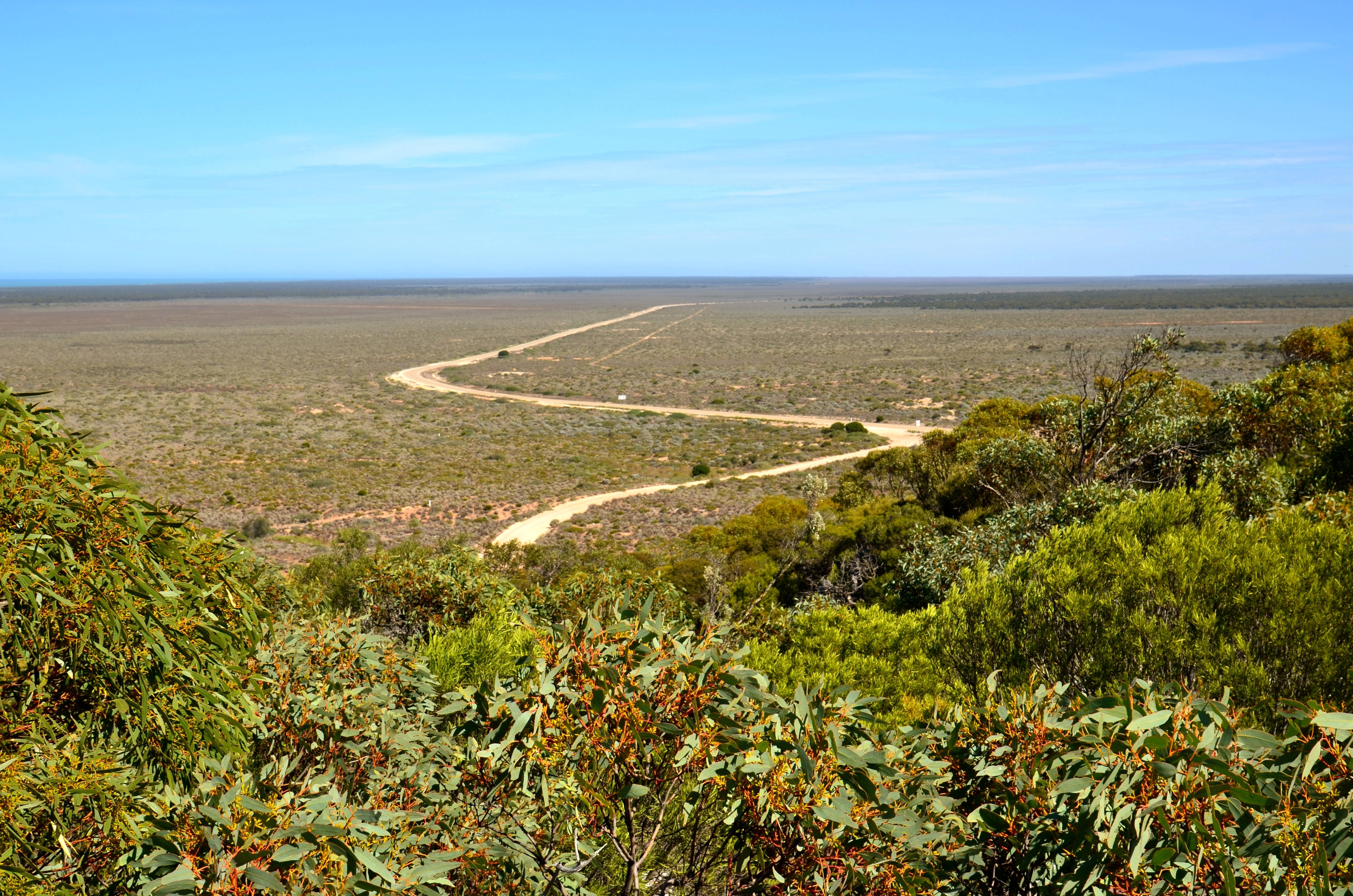
de Roe-kustvlakte vanaf de Eucla-pas
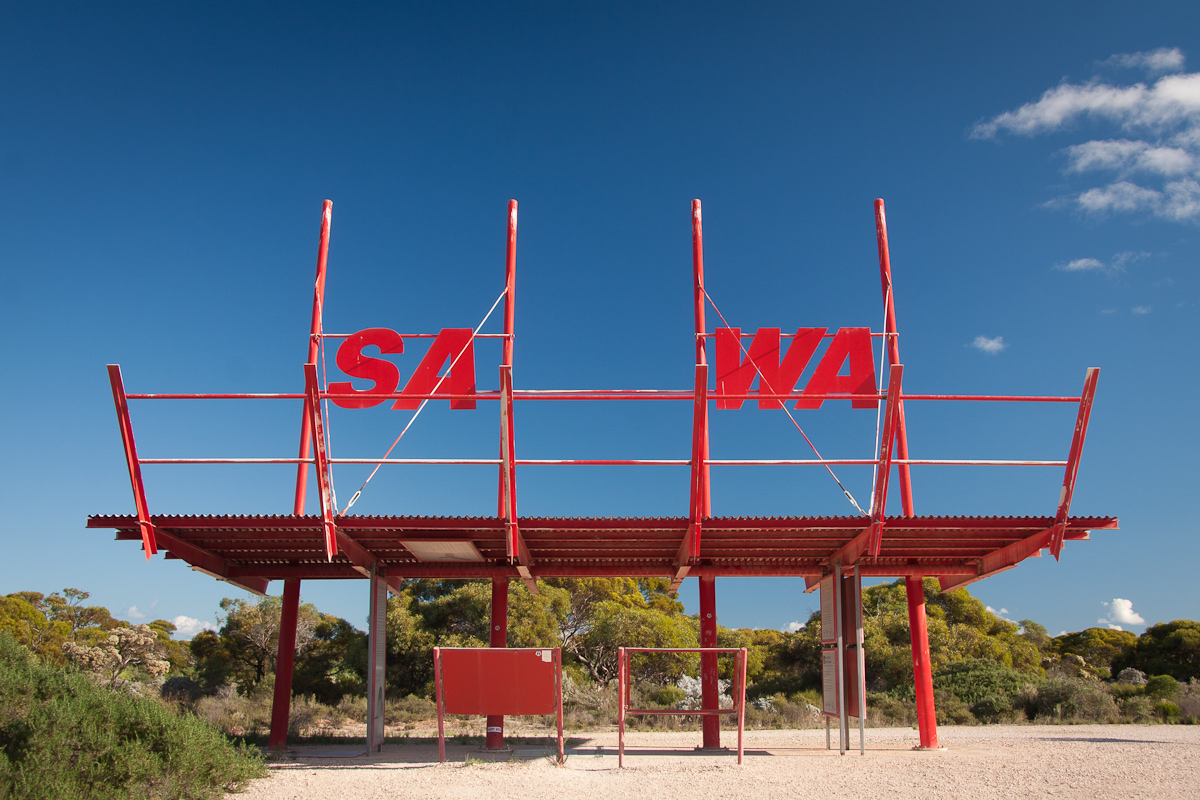
informatieborden aan de grens
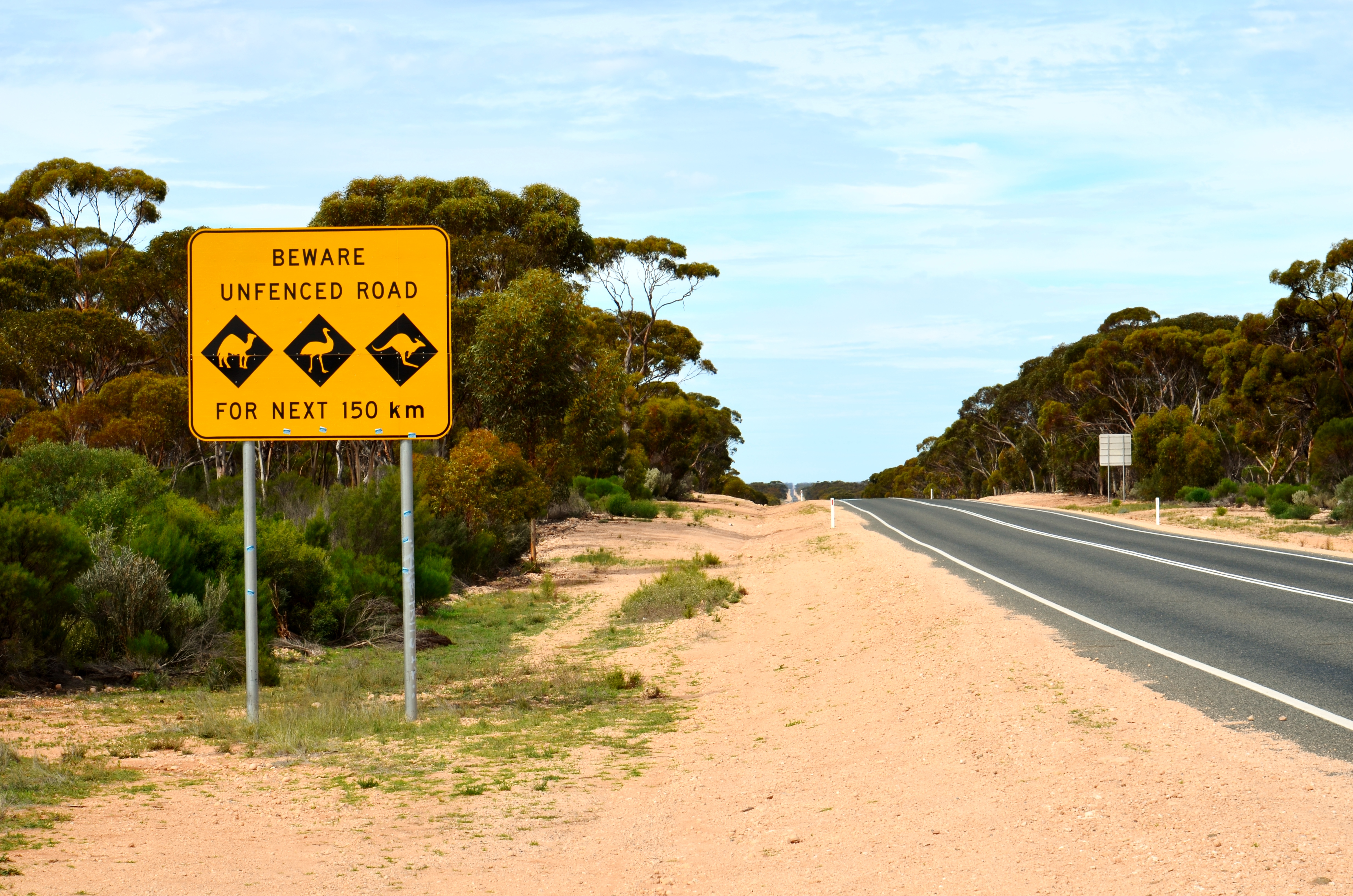
gevarenbord loslopend wild
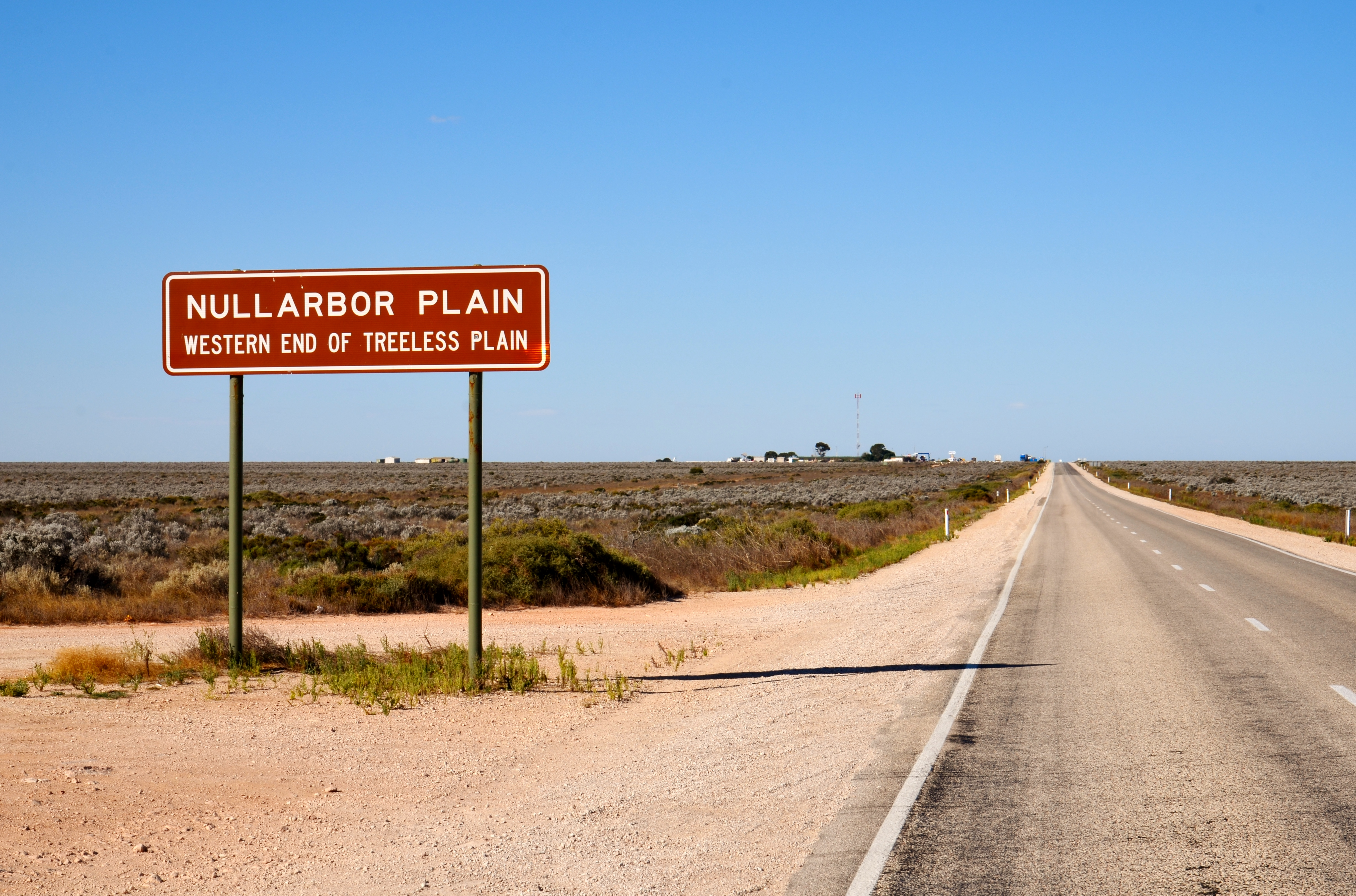
informatiebord Nullarborvlakte
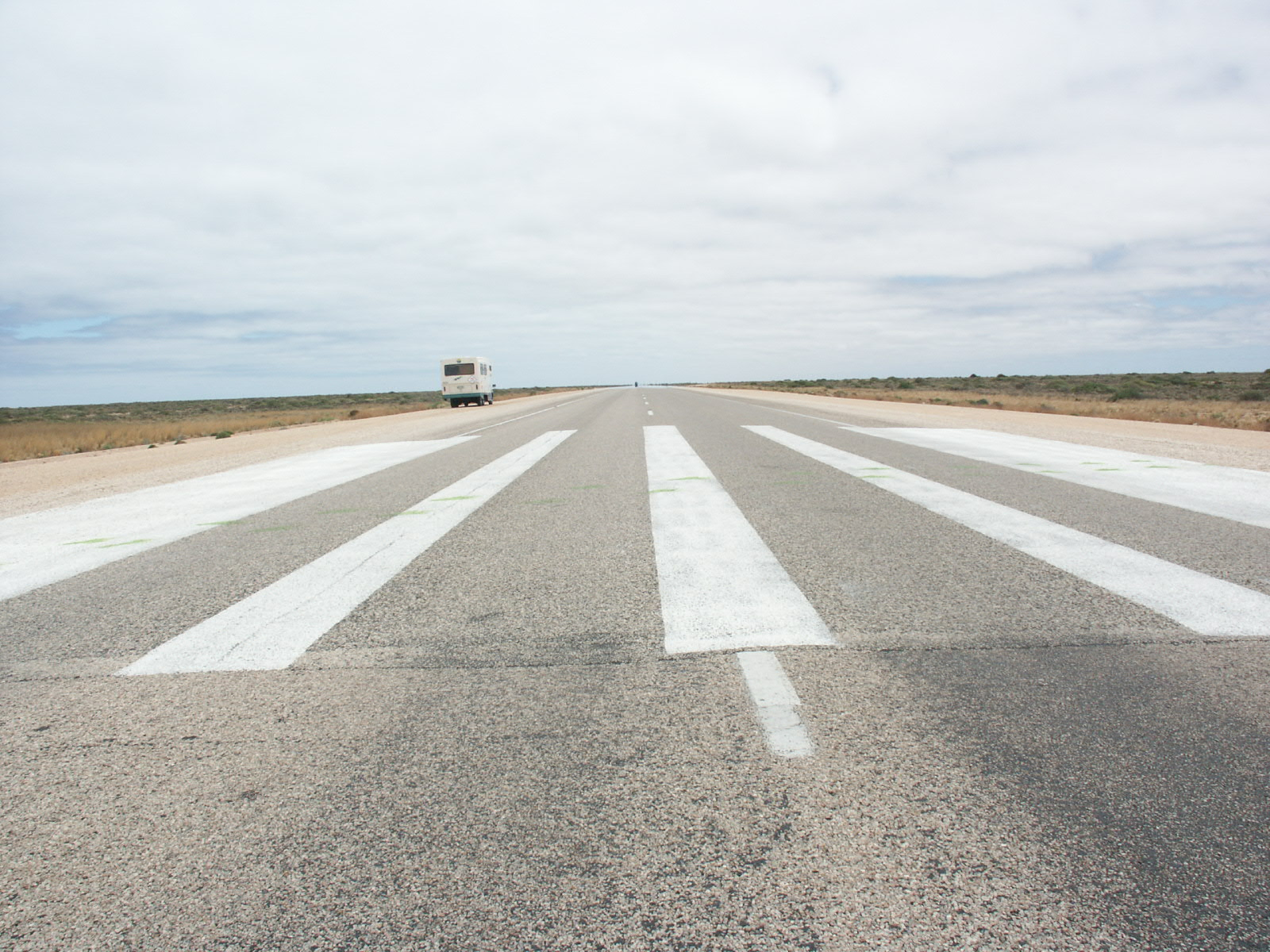
landingsbaan RFDS
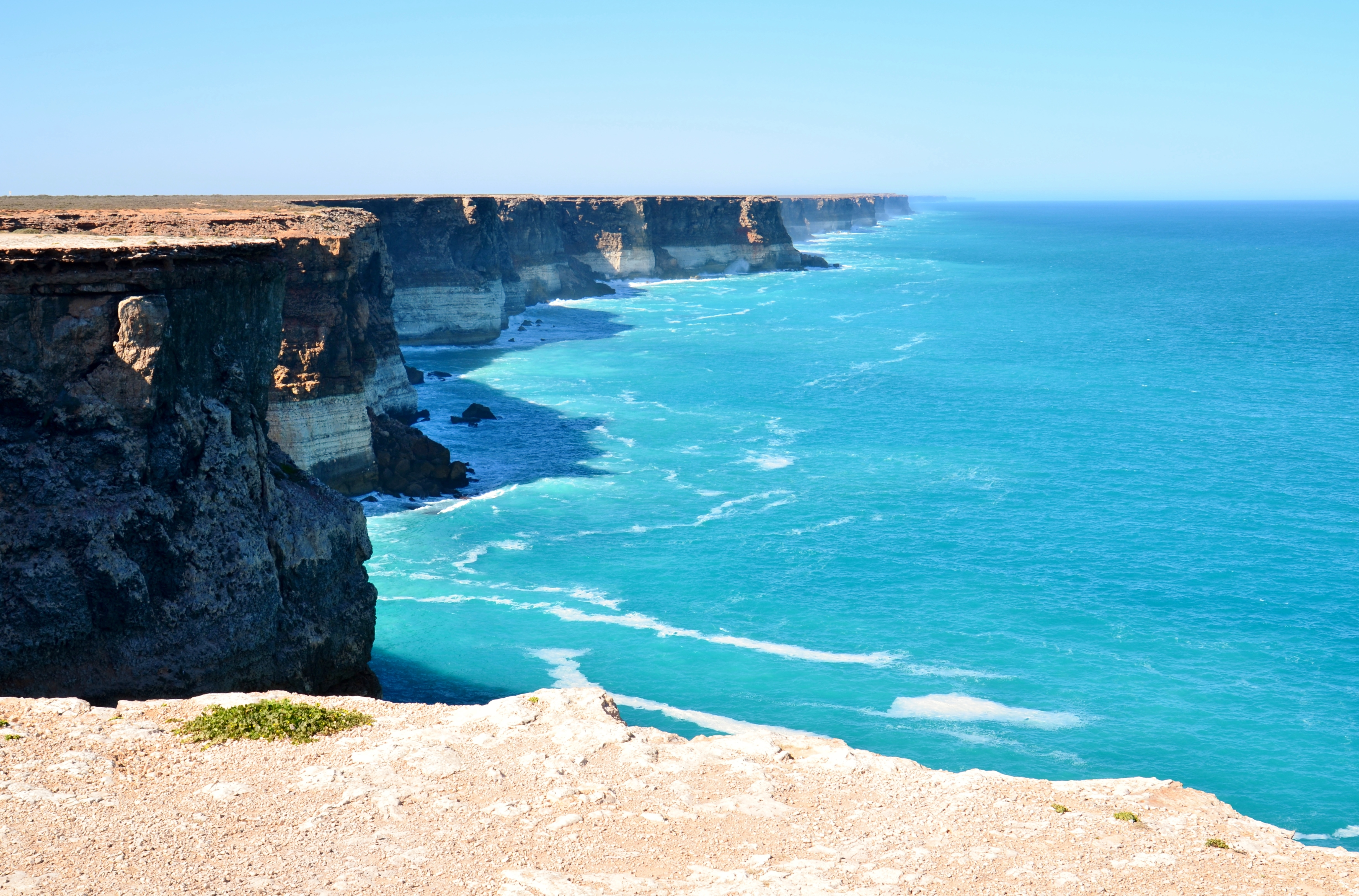
Bunda-kliffen - Grote Australische Bocht
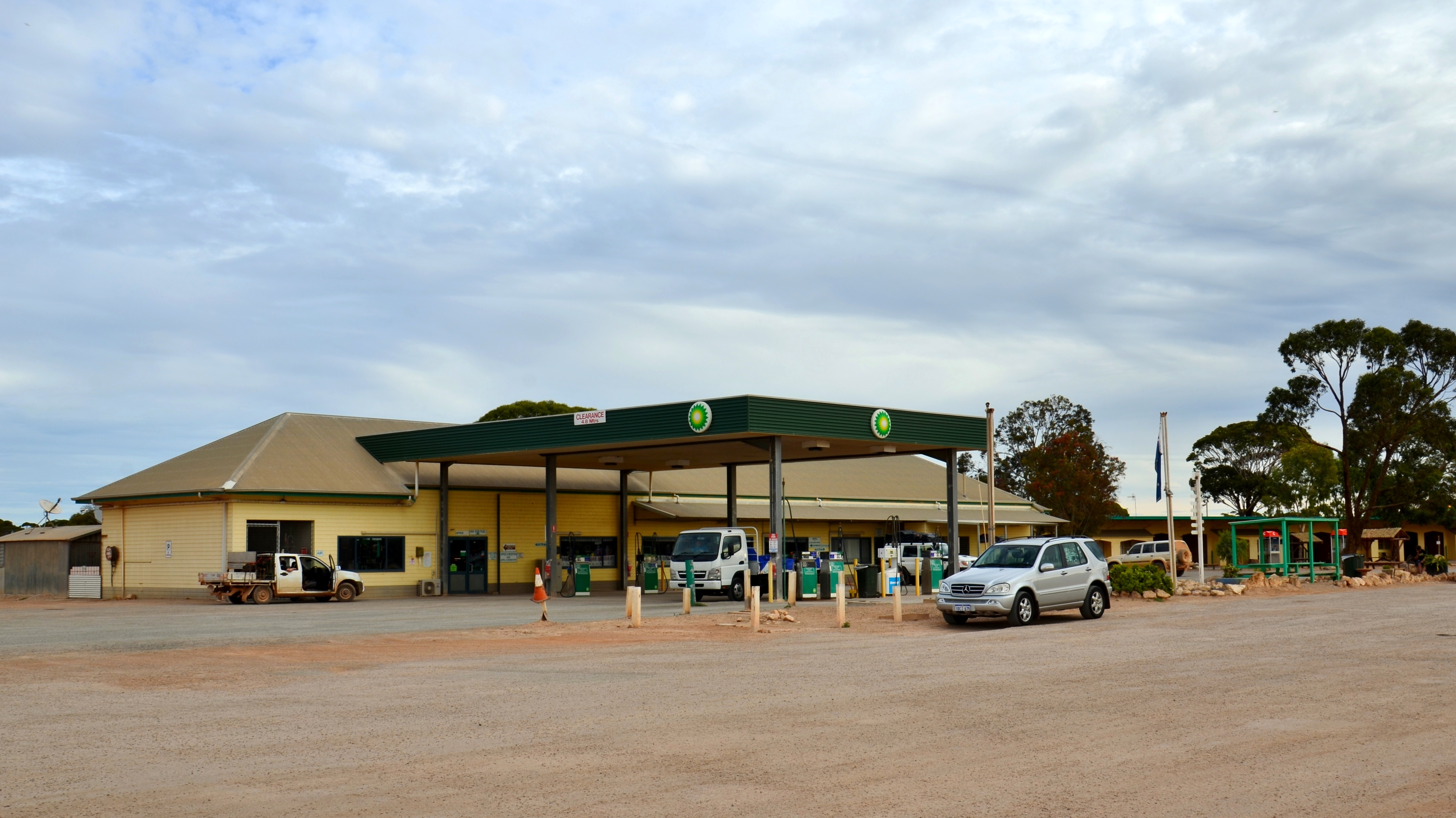
typische uitspanning (roadhouse)
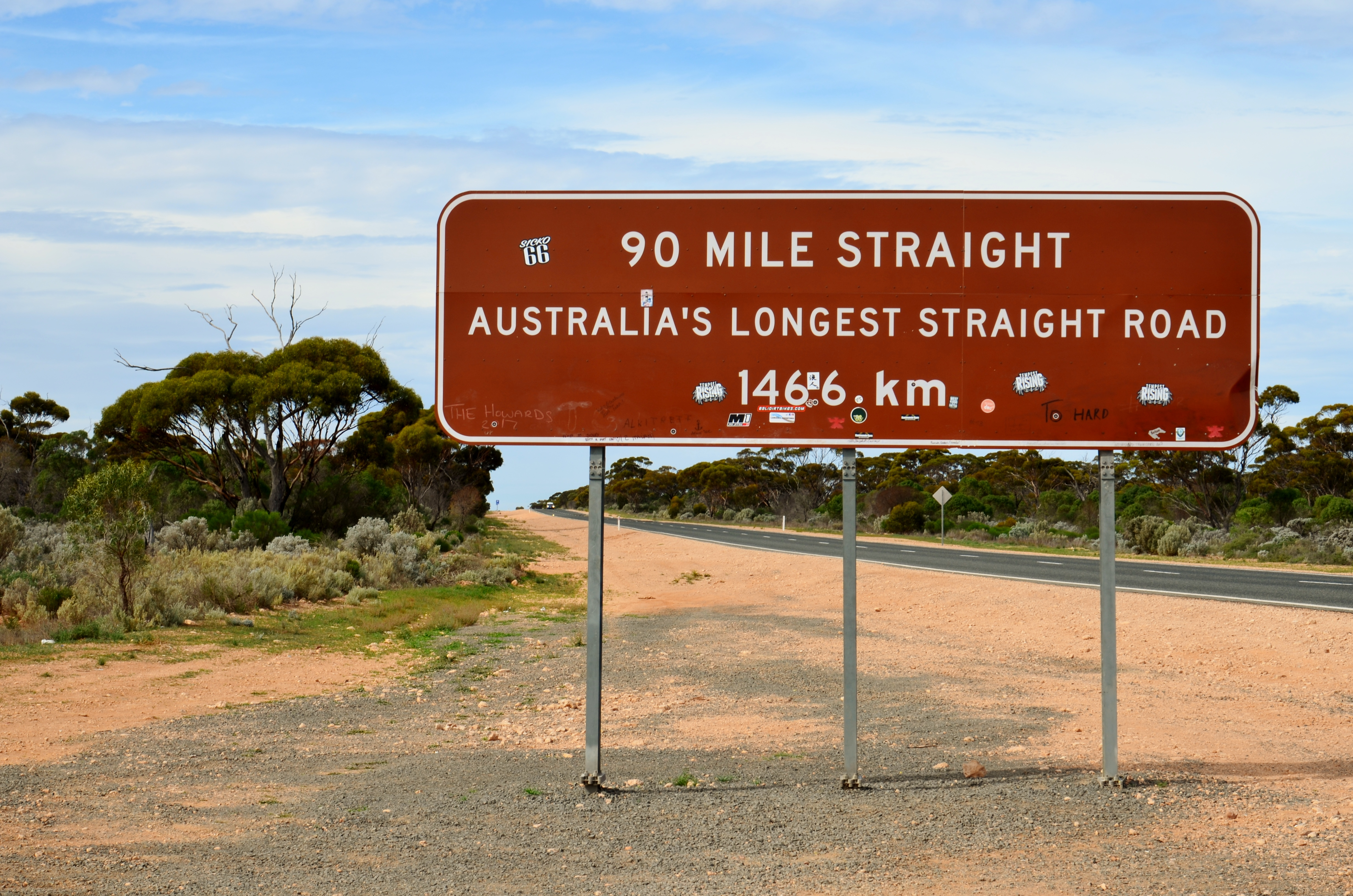
"90 Mile Straight"